# Дереволаз інамбарійський
Дереволаз інамбарійський (Lepidocolaptes fatimalimae) — вид горобцеподібних птахів родини горнерових (Furnariidae). Мешкає в Амазонії. Раніше вважався конспецифічним з амазонійським дереволазом.

## Поширення і екологія
Інамбарійські дереволази мешкають в Бразилії (на південь від Амазонки, на захід від Мадейри в штатах Акрі і Амазонас), в східному Перу (від Сан-Мартіна і Лорето на південь до Куско і Мадре-де-Дьйоса, на захід до передгір'їв Анд) та в північній і центральній Болівії. Вони живуть у вологих рівнинних тропічних лісах.